# Paranastatus nigriscutellatus
Paranastatus nigriscutellatus är en stekelart som beskrevs av Eady 1956. Paranastatus nigriscutellatus ingår i släktet Paranastatus och familjen hoppglanssteklar.
Artens utbredningsområde är:
- Fiji.
- Tonga.

Inga underarter finns listade i Catalogue of Life.